# Mittelndorf
Mittelndorf je vesnice, místní část velkého okresního města Sebnitz v německé spolkové zemi Sasko. Nachází se v zemském okrese Saské Švýcarsko-Východní Krušné hory a má 247 obyvatel.

## Historie
První písemná zmínka pochází z roku 1446, kdy byla vesnice zmiňována jako Mytelsdorff. Založena byla během velké kolonizace jako lesní lánová ves. Od roku 1889 zde působí dobrovolný hasičský sbor. V roce 1974 se samostatná obec Mittelndorf spolu se sousedním Altendorfem sloučila s Lichtenhainem. Od roku 1994 byl Mittelndorf součástí nové obce Kirnitzschtal. Ta existovala až do 1. října 2012, kdy byla začleněna do velkého okresního města Sebnitz.

## Geografie
Mittelndorf se nachází v oblasti Saského Švýcarska. Na severu jej lemuje říčka Sebnice, na jihu pak Křinice. Jejím údolím prochází tramvajová trať Kirnitzschtalbahn spojující Bad Schandau s Lichtenhainským vodopádem. Podél Sebnice vede železniční trať Budyšín – Bad Schandau, na které je severně od vesnice umístěna zastávka Mittelndorf. Podél řeky Sebnice se rozkládá evropsky významná lokalita Lachsbach- und Sebnitztal. Nejvyšším bodem vesnice je Birkenberg (352 m n. m.).